# Soul river
「soul river」（ソウル・リバー）は、2006年1月18日発売にエスエムイーレコーズから発売されたSkoop On Somebody通算28枚目のシングル。

## 概要
アルバム『Pianoforte』の先行シングル。
ミュージック・ビデオは前年に行われた日本武道館でのライブ映像を使用している（演奏もライブ音源を使用。監督は牧鉄馬）。ただし、ライブDVD『Live in performance 2005 Christmas Edition Special BUDOKAN』に収録のものとは編集が異なる。
Stephen Stillsの「Love The One You're With」をカップリングにてカバー。

## 収録曲
作詞・作曲・編曲:SOS（特記以外）
1. soul river (4:44)
2. Love The One You're With (4:32)
  - 作詞・作曲：Stephen Arthur Stills

## 収録アルバム
- オリジナル『Pianoforte』（2006年2月22日）
- ベスト『Singles 2002〜2006』（2006年12月13日）
- ベスト『Singles 10years Complete Box』（2006年12月13日）